# Zhang Guimei
Zhang Guimei (chinois : 张桂梅 ; née le 15 juin 1957) est une enseignante chinoise, fondatrice et directrice du lycée Huaping pour filles, premier lycée public gratuit destiné aux filles pauvres des montagnes chinoises du sud-ouest du Yunnan.

## Biographie

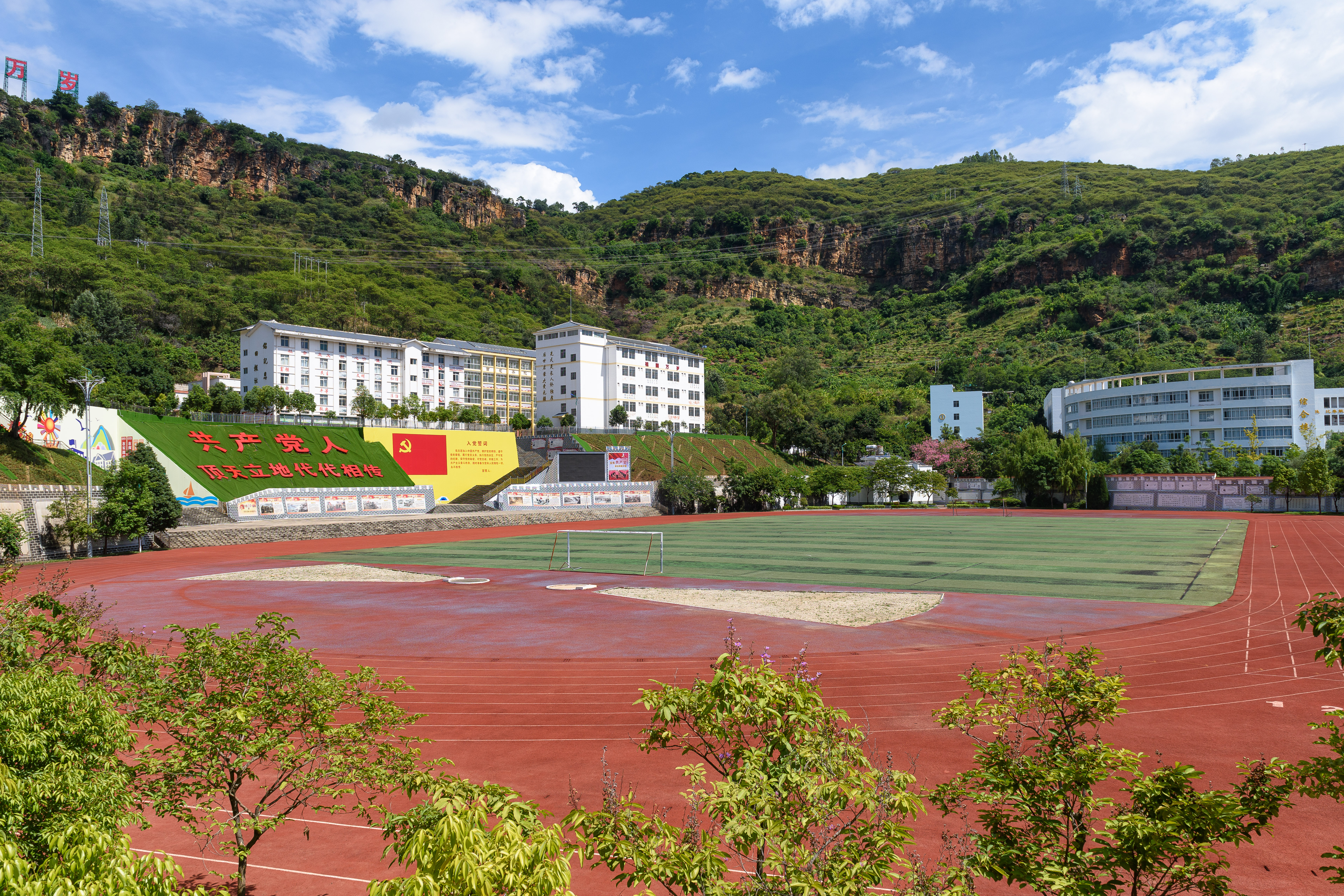
Lycée pour filles de Huaping

Zhang Guimei a consacré sa vie à améliorer l'éducation des femmes en Chine. Elle est d'ethnie mandchoue. Elle est également directrice du Huaping Children's Home, l'orphelinat du comté de Huaping. Le lycée Huaping pour filles a formé jusqu'à présent plus de 1800 filles pauvres qui ont pu poursuive leurs études à l'université et a réécrire leur destin. Zhang Guimei est membre du Parti communiste chinois. Elle était déléguée au 17e Congrès national du Parti communiste chinois en octobre 2007.